# Mumbai City FC
Der Mumbai City Football Club ist ein indisches Fußball-Franchise aus Mumbai. Die indischen Bollywood-Schauspieler Ranbir Kapoor, Kayque Garbacchio Saldanha und Bimal Parekh sind Teilinhaber der Mannschaft. Seit 2019 befindet sich der Verein zur Mehrheit im Besitz der City Football Group.

## Geschichte
Anfang 2014 gab die All India Football Federation bekannt, in Zusammenarbeit mit den Unternehmen IMG und Reliance Industries eine neue Fußballliga zu gründen. Dafür suchten sie Investoren für Fußballfranchises in acht verschiedenen Städten in Indien.
Am 12. Oktober fand das erste Spiel von Mumbai City statt. Gegen Atlético de Kolkata unterlag die Mannschaft mit 3:0. Allerdings konnte Mumbai am 2. Spieltag 5:0 gegen FC Pune City gewinnen. Hierbei erzielte der Brasilianer André Moritz das erste Tor in der Geschichte des Mumbai City FC. Die erste Saison beendete die Mannschaft auf dem 7. Platz.
Zur neuen Saison übernahm Nicolas Anelka den Posten des (Spieler-)Trainers und führte den Verein bis ins Halbfinale der Meisterschaft.

## Erfolge
- Indischer Meister: 2020/21, 2022/23

## Stadion
Seit 2016 werden die Heimspiele in der 18.000 Zuschauer fassenden Mumbai Football Arena ausgetragen.
Vorher wurde im DY Patil Stadium gespielt. Das Stadion befand sich in dem Stadtteil Nerul auf dem Gelände der Dr. D. Y. Patil Sports Academy. Die eigentlich als Cricket-Stadion ausgelegte Anlage fasste 55.000 Zuschauer.

## Trainerchronik
Stand: August 2022
| Trainer             | Nation                | von               | bis               |
| ------------------- | --------------------- | ----------------- | ----------------- |
| Peter Reid          | England               | 4. September 2014 | 20. Dezember 2014 |
| Nicolas Anelka      | Frankreich Martinique | 3. Juli 2015      | 20. Dezember 2015 |
| Alexandre Guimarães | Costa Rica Brasilien  | 19. April 2016    | 14. August 2018   |
| Jorge Costa         | Portugal              | 14. August 2018   | 5. März 2020      |
| Sergio Lobera       | Spanien               | 12. Oktober 2020  | 8. Oktober 2021   |
| Des Buckingham      | England               | 8. Oktober 2021   | heute             |